# مانويل تيخادا
مانويل تيخادا (بالإسبانية: Manuel Tejada)‏ هو لاعب كرة قدم ومدرب كرة قدم بيروفي في مركز الهجوم، ولد في 12 يناير 1989 في ليما في بيرو. شارك مع منتخب البيرو تحت 20 سنة لكرة القدم. أما مع النوادي، فقد لعب مع سبورت بويز وسيينسيانو ونادي سبورتينغ كريستال.

## وصلات خارجية
- مانويل تيخادا على موقع قاعدة بيانات كرة القدم.إي يو (الإنجليزية)
- مانويل تيخادا على موقع Soccerway.com (الإنجليزية)